# 대훈위 국화대수장

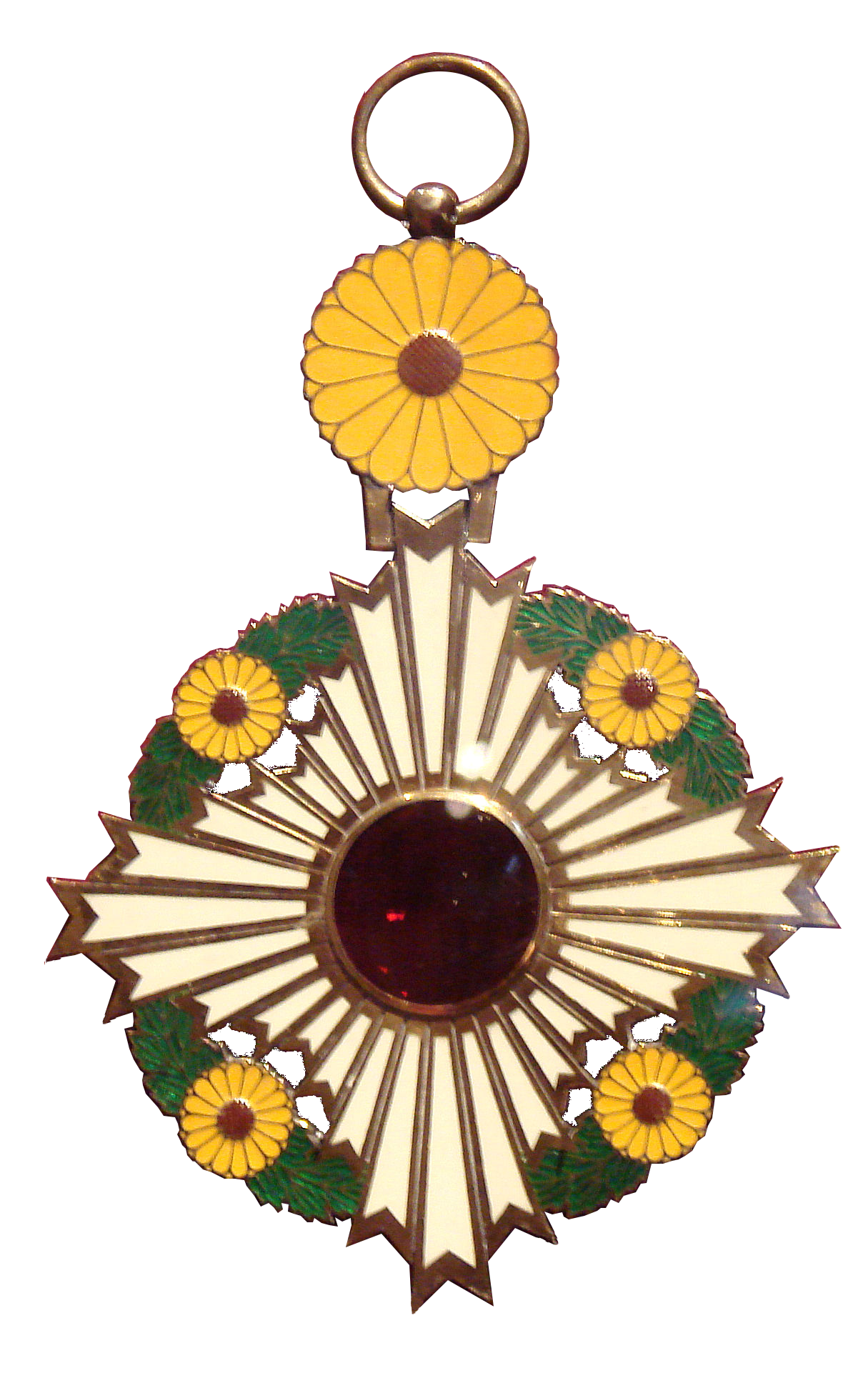
대훈위국화대수장

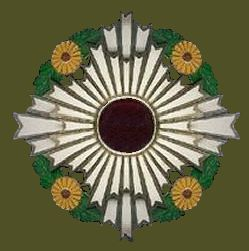
대훈위국화대수장의 부장

대훈위 국화대수장(일본어: 大勲位菊花大綬章, 영어: Grand Cordon of the Supreme Order of the Chrysanthemum)은 일본의 훈장 가운데 하나이다. 1876년(메이지 9년) 12월 27일에 제정되어 최고위인 대훈위 국화장경식(大勲位菊花章頸飾)에 뒤잇는 훈장이다.

## 역사
대훈위 국화대수장은 1876년(메이지 9년) 12월 27일에 일본의 최고위 훈장으로서 욱일장(旭日章)에 이어 메이지 초기에 제정된 훈장이다. 영국의 가터 훈장(The Order of the Garter)이나 스웨덴의 세라핌 훈장(the Roayl Order of Seraphim), 덴마크의 백상 훈장과 같이 당시의 왕실 국가의 대부분이 일반 훈장 상위에 제정하고 있던 최고위 훈장을 모방하여 제정하였다. 욱일대수장(旭日大綬章) 또는 서보대수장(瑞宝大綬章)을 수여하는 것에 적합한 이상의 공로가 있는 사람에게 줄 수 있는 상위 훈장으로서 동화대수장(桐花大綬章, 구칭은 훈일등욱일동화대수장(勲一等旭日桐花大綬章))이 제정되어 있었지만 대훈위국화대수장은 그 상위에 위치한다. 일본 제국 헌법 시대의 궁중석차에서 대훈위국화대수장 수훈자는 내각총리대신이나 원로도 웃도는 서열에 속하여 대훈위국화장경식 수상자에 뒤를 이어 제2위였다. 2003년(헤이세이 15년) 11월 3일에 행해진 영전 제도의 개정 후에도 이전과 변함없이 일본의 최고 훈장의 하나로서 운용되고 있다.

## 수장자 명단

### 메이지 시대
| 연도                 | 일자      | 이름                        | 한자             | 직책·작위                             |
| -------------------- | --------- | --------------------------- | ---------------- | ------------------------------------- |
| 1876년 (메이지 10년) | 11월 2일  | 아리스가와노미야 다루히토   | 有栖川宮熾仁親王 | 친왕, 육군대장, 참모총장              |
| 1882년 (메이지 15년) | 4월 11일  | 산조 사네토미               | 三条実美         | 공작, 태정대신                        |
| 1882년 (메이지 15년) | 11월 1일  | 이와쿠라 도모미             | 岩倉具視         | 우대신                                |
| 1882년 (메이지 15년) | 12월 7일  | 고마쓰노미야 아키히토       | 小松宮彰仁親王   | 친왕, 원수·육군대장, 참모총장         |
| 1886년 (메이지 19년) | 1월 24일  | 아리스가와노미야 다카히토   | 有栖川宮幟仁親王 | 친왕                                  |
| 1886년 (메이지 19년) | 12월 29일 | 기타시라카와노미야 요시히사 | 北白川宮能久親王 | 친왕, 육군대장, 근위사단장            |
| 1886년 (메이지 19년) | 12월 29일 | 아리스가와노미야 다케히토   | 有栖川宮威仁親王 | 친왕, 원수·해군대장, 군사참의관       |
| 1886년 (메이지 19년) | 12월 29일 | 구니노미야 아사히코         | 久邇宮朝彦親王   | 친왕, 신궁제주                        |
| 1886년 (메이지 19년) | 12월 29일 | 후시미노미야 사다나루       | 伏見宮貞愛親王   | 친왕, 원수·육군대장, 제1사단장        |
| 1886년 (메이지 19년) | 12월 29일 | 야마시나노미야 아키라       | 山階宮晃親王     | 친왕, 의정                            |
| 1887년 (메이지 20년) | 8월 18일  | 간인노미야 고토히토         | 閑院宮載仁親王   | 친왕, 원수·육군대장, 참모총장         |
| 1887년 (메이지 20년) | 11월 5일  | 시마즈 히사미쓰             | 島津久光         | 공작, 좌대신                          |
| 1888년 (메이지 21년) | 8월 18일  | 나가야마 다다야스           | 中山忠能         | 후작, 권대납언                        |
| 1889년 (메이지 22년) | 7월 15일  | 히가시후시미노미야 요리히토 | 東伏見宮依仁親王 | 친왕, 원수·해군대장                   |
| 1889년 (메이지 22년) | 11월 3일  | 요시히토                    | 嘉仁親王         | 황태자                                |
| 1895년 (메이지 28년) | 8월 5일   | 이토 히로부미               | 伊藤博文         | 공작, 내각총리대신                    |
| 1900년 (메이지 33년) | 5월 10일  | 구조 미치타카               | 九条道孝         | 공작, 좌대신                          |
| 1900년 (메이지 33년) | 8월 25일  | 구로다 기요타카             | 黒田清隆         | 백작, 육군중장, 내각총리대신          |
| 1902년 (메이지 35년) | 6월 3일   | 오야마 이와오               | 大山巌           | 공작, 원수·육군대장, 육군대신         |
| 1902년 (메이지 35년) | 6월 3일   | 사이고 주도                 | 西郷従道         | 후작, 원수·해군대장, 해군대신         |
| 1902년 (메이지 35년) | 6월 3일   | 야마가타 아리토모           | 山縣有朋         | 공작, 원수·육군대장, 내각총리대신     |
| 1903년 (메이지 36년) | 11월 3일  | 가야노미야 구니노리         | 賀陽宮邦憲王     | 왕, 신궁제주                          |
| 1903년 (메이지 36년) | 11월 3일  | 구니노미야 구니요시         | 久邇宮邦彦王     | 왕, 원수·육군대장, 근위사단장         |
| 1903년 (메이지 36년) | 11월 3일  | 야마시나노미야 기쿠마로     | 山階宮菊麿王     | 왕, 해군대좌                          |
| 1904년 (메이지 37년) | 11월 3일  | 나시모토노미야 모리마사     | 梨本宮守正王     | 왕, 원수·육군대장, 신궁제주           |
| 1905년 (메이지 38년) | 11월 3일  | 후시미노미야 히로야스       | 伏見宮博恭王     | 왕, 원수·해군대장, 군령부총장         |
| 1906년 (메이지 39년) | 4월 1일   | 이노우에 가오루             | 井上馨           | 후작, 외무대신                        |
| 1906년 (메이지 39년) | 4월 1일   | 가쓰라 다로                 | 桂太郎           | 공작, 육군대장, 내각총리대신          |
| 1906년 (메이지 39년) | 4월 1일   | 도고 헤이하치로             | 東郷平八郎       | 후작, 원수·해군대장, 연합함대사령장관 |
| 1906년 (메이지 39년) | 4월 1일   | 도쿠다이지 사네쓰네         | 徳大寺実則       | 공작, 내대신                          |
| 1906년 (메이지 39년) | 4월 1일   | 마쓰카타 마사요시           | 松方正義         | 공작, 내각총리대신                    |
| 1908년 (메이지 41년) | 4월 4일   | 아리스가와노미야 다네히토   | 有栖川宮栽仁王   | 왕, 해군소위                          |
| 1908년 (메이지 41년) | 10월 6일  | 노즈 미치쓰라               | 野津道貫         | 후작, 원수·육군대장, 제4군사령관      |

### 다이쇼 시대
| 연도                 | 일자      | 이름                        | 한자           | 직책·작위                             |
| -------------------- | --------- | --------------------------- | -------------- | ------------------------------------- |
| 1912년 (다이쇼 1년)  | 9월 9일   | 히로히토                    | 裕仁親王       | 황태자                                |
| 1913년 (다이쇼 2년)  | 10월 31일 | 다케다노미야 쓰네히사       | 竹田宮恒久王   | 육군소장                              |
| 1913년 (다이쇼 2년)  | 11월 10일 | 이토 스케유키               | 伊東祐亨       | 백작, 원수·해군대장, 연합함대사령장관 |
| 1916년 (다이쇼 5년)  | 7월 14일  | 오쿠마 시게노부             | 大隈重信       | 후작, 내각총리대신                    |
| 1917년 (다이쇼 6년)  | 10월 31일 | 아사카노미야 야스히코       | 朝香宮鳩彦王   | 왕, 해군대장, 근위사단장              |
| 1917년 (다이쇼 6년)  | 10월 31일 | 구니노미야 다카             | 久邇宮多嘉王   | 왕, 신궁제주                          |
| 1917년 (다이쇼 6년)  | 10월 31일 | 기타시라카와노미야 나루히사 | 北白川宮成久王 | 육군포병대좌                          |
| 1917년 (다이쇼 6년)  | 10월 31일 | 히가시쿠니노미야 나루히코   | 東久邇宮稔彦王 | 육군대장, 내각총리대신                |
| 1918년 (다이쇼 7년)  | 12월 21일 | 사이온지 긴모치             | 西園寺公望     | 공작, 내각총리대신                    |
| 1919년 (다이쇼 8년)  | 11월 3일  | 데라우치 마사타케           | 寺内正毅       | 백작, 원수·육군대장, 내각총리대신     |
| 1920년 (다이쇼 9년)  | 4월 27일  | 이은                        | 李垠           | 왕세자, 육군중장, 군사참의관          |
| 1921년 (다이쇼 10년) | 11월 4일  | 하라 다카시                 | 原敬           | 내각총리대신                          |
| 1922년 (다이쇼 11년) | 2월 8일   | 가바야마 스케노리           | 樺山資紀       | 백작, 해군대장, 해군대신              |
| 1922년 (다이쇼 11년) | 10월 25일 | 지치부노미야 야스히토       | 秩父宮雍仁親王 | 친왕, 해군소장                        |
| 1923년 (다이쇼 12년) | 8월 24일  | 가토 도모사부로             | 加藤友三郎     | 원수·해군대장, 내각총리대신           |
| 1924년 (다이쇼 13년) | 1월 8일   | 이강                        | 李堈           | 공                                    |
| 1924년 (다이쇼 13년) | 1월 28일  | 하세가와 요시미치           | 長谷川好道     | 백작, 원수·육군대장, 참모총장         |
| 1924년 (다이쇼 13년) | 3월 19일  | 가쵸노미야 히로타다         | 華頂宮博忠王   | 왕, 해군중위                          |
| 1925년 (다이쇼 14년) | 2월 1일   | 다카마쓰노미야 노부히토     | 高松宮宣仁親王 | 친왕, 해군대좌                        |
| 1926년 (다이쇼 15년) | 1월 28일  | 가토 다카아키               | 加藤高明       | 백작, 내각총리대신                    |
| 1926년 (다이쇼 15년) | 2월 12일  | 이완용                      | 李完用         | 후작, 조선총독부중추원부의장          |
| 1926년 (다이쇼 15년) | 4월 28일  | 가와무라 가게아키           | 川村景明       | 자작, 원수·육군대장, 도쿄위수총독     |

### 쇼와 시대
| 연도               | 일자      | 이름                        | 한자           | 직책·작위                             |
| ------------------ | --------- | --------------------------- | -------------- | ------------------------------------- |
| 1928년 (쇼와 3년)  | 11월 3일  | 후시미노미야 히로요시       | 伏見宮博義王   | 왕, 해군대좌                          |
| 1928년 (쇼와 3년)  | 11월 10일 | 오쿠 야스카타               | 奥保鞏         | 백작, 원수·육군대장, 참모총장         |
| 1928년 (쇼와 3년)  | 11월 10일 | 야마모토 곤노효에           | 山本権兵衛     | 백작, 해군대장, 내각총리대신          |
| 1929년 (쇼와 4년)  | 3월 22일  | 이노우에 요시카             | 井上良馨       | 자작, 원수·해군대장, 연합함대사령장관 |
| 1930년 (쇼와 5년)  | 12월 7일  | 가야노미야 쓰네노리         | 賀陽宮恒憲王   | 왕, 육군중장, 군사참의관              |
| 1932년 (쇼와 7년)  | 5월 25일  | 구니노미야 아사아키라       | 久邇宮朝融王   | 왕, 해군중장                          |
| 1933년 (쇼와 8년)  | 11월 8일  | 우에하라 유사쿠             | 上原勇作       | 자작, 원수·육군대장, 육군대신         |
| 1934년 (쇼와 9년)  | 11월 3일  | 간인노미야 하루히토         | 閑院宮春仁王   | 왕, 육군소장                          |
| 1936년 (쇼와 11년) | 2월 26일  | 사이토 마코토               | 斎藤実         | 자작, 해군대장, 내각총리대신          |
| 1936년 (쇼와 11년) | 2월 26일  | 다카하시 고레키요           | 高橋是清       | 내각총리대신                          |
| 1936년 (쇼와 11년) | 10월 1일  | 미카사노미야 다카히토       | 三笠宮崇仁親王 | 친왕, 육군소좌                        |
| 1940년 (쇼와 15년) | 6월 5일   | 도쿠가와 이에사토           | 徳川家達       | 공작, 귀족원의장                      |
| 1940년 (쇼와 15년) | 9월 4일   | 기타시라카와노미야 나가히사 | 北白川宮永久王 | 왕, 육군포병소좌                      |
| 1940년 (쇼와 15년) | 11월 3일  | 다케다노미야 쓰네요시       | 竹田宮恒徳王   | 왕, 육군중좌                          |
| 1940년 (쇼와 15년) | 11월 3일  | 이건                        | 李鍵           | 공                                    |
| 1942년 (쇼와 17년) | 5월 16일  | 가네코 겐타로               | 金子堅太郎     | 백작, 사법대신                        |
| 1942년 (쇼와 17년) | 11월 5일  | 기요우라 게이고             | 清浦奎吾       | 백작, 내각총리대신                    |
| 1943년 (쇼와 18년) | 4월 18일  | 야마모토 이소로쿠           | 山本五十六     | 원수·해군대장, 연합함대사령장관       |
| 1943년 (쇼와 18년) | 11월 7일  | 아사카노미야 타케히코       | 朝香宮孚彦王   | 왕, 육군중좌                          |
| 1943년 (쇼와 18년) | 11월 7일  | 이우                        | 李鍝           | 공                                    |
| 1944년 (쇼와 19년) | 12월 17일 | 이치키 기토쿠로             | 一木喜徳郎     | 남작, 추밀원의장                      |
| 1952년 (쇼와 27년) | 11월 10일 | 아키히토                    | 明仁親王       | 황태자                                |
| 1955년 (쇼와 30년) | 11월 28일 | 히타치노미야 마사히토       | 常陸宮正仁親王 | 친왕                                  |
| 1959년 (쇼와 34년) | 3월 7일   | 하토야마 이치로             | 鳩山一郎       | 내각총리대신                          |
| 1964년 (쇼와 39년) | 4월 29일  | 요시다 시게루               | 吉田茂         | 내각총리대신                          |
| 1965년 (쇼와 40년) | 8월 13일  | 이케다 하야토               | 池田勇人       | 내각총리대신                          |
| 1966년 (쇼와 41년) | 1월 5일   | 미카사노미야 도모히토       | 三笠宮寛仁親王 | 친왕                                  |
| 1968년 (쇼와 43년) | 2월 27일  | 가쓰라노미야 요시히토       | 桂宮宜仁親王   | 친왕                                  |
| 1972년 (쇼와 47년) | 11월 3일  | 사토 에이사쿠               | 佐藤栄作       | 내각총리대신                          |
| 1974년 (쇼와 49년) | 3월 1일   | 다나카 고타로               | 田中耕太郎     | 최고재판소장관                        |
| 1974년 (쇼와 49년) | 12월 29일 | 다카마도노미야 노리히토     | 高円宮憲仁親王 | 친왕                                  |
| 1980년 (쇼와 55년) | 2월 23일  | 나루히토                    | 徳仁親王       | 황태자                                |
| 1980년 (쇼와 55년) | 6월 12일  | 오히라 마사요시             | 大平正芳       | 내각총리대신                          |
| 1985년 (쇼와 60년) | 11월 30일 | 아키시노노미야 후미히토     | 秋篠宮文仁親王 | 친왕                                  |
| 1987년 (쇼와 62년) | 8월 7일   | 기시 노부스케               | 岸信介         | 내각총리대신                          |
| 1988년 (쇼와 63년) | 11월 14일 | 미키 다케오                 | 三木武夫       | 내각총리대신                          |

### 헤이세이 시대
| 연도                   | 일자     | 이름              | 한자       | 직책·작위    |
| ---------------------- | -------- | ----------------- | ---------- | ------------ |
| 1995년 (헤이세이 7년)  | 7월 5일  | 후쿠다 다케오     | 福田赳夫   | 내각총리대신 |
| 1997년 (헤이세이 9년)  | 4월 29일 | 나카소네 야스히로 | 中曾根康弘 | 내각총리대신 |
| 2000년 (헤이세이 12년) | 5월 14일 | 오부치 게이조     | 小渕恵三   | 내각총리대신 |
| 2000년 (헤이세이 12년) | 6월 19일 | 다케시타 노보루   | 竹下登     | 내각총리대신 |
| 2004년 (헤이세이 16년) | 7월 19일 | 스즈키 젠코       | 鈴木善幸   | 내각총리대신 |
| 2006년 (헤이세이 18년) | 7월 1일  | 하시모토 류타로   | 橋本龍太郎 | 내각총리대신 |